# Проспект Просвещения
Проспект Просвеще́ния (разг. Просвет) — крупная магистраль в Санкт-Петербурге. Проходит от Выборгского шоссе до улицы Руставели.
Проспект является важной магистралью Выборгского и Калининского районов Санкт-Петербурга. 
Проспект получил название 2 октября 1970 года в честь работников просвещения. Многие названия прилегающих к нему топонимических объектов связаны с темой культуры и искусства. Архитектура проспекта представлена, в основном, типовым советским жильём 1970—1990-х годов. С конца XX века ведётся уплотнительная застройка.

## Транспорт

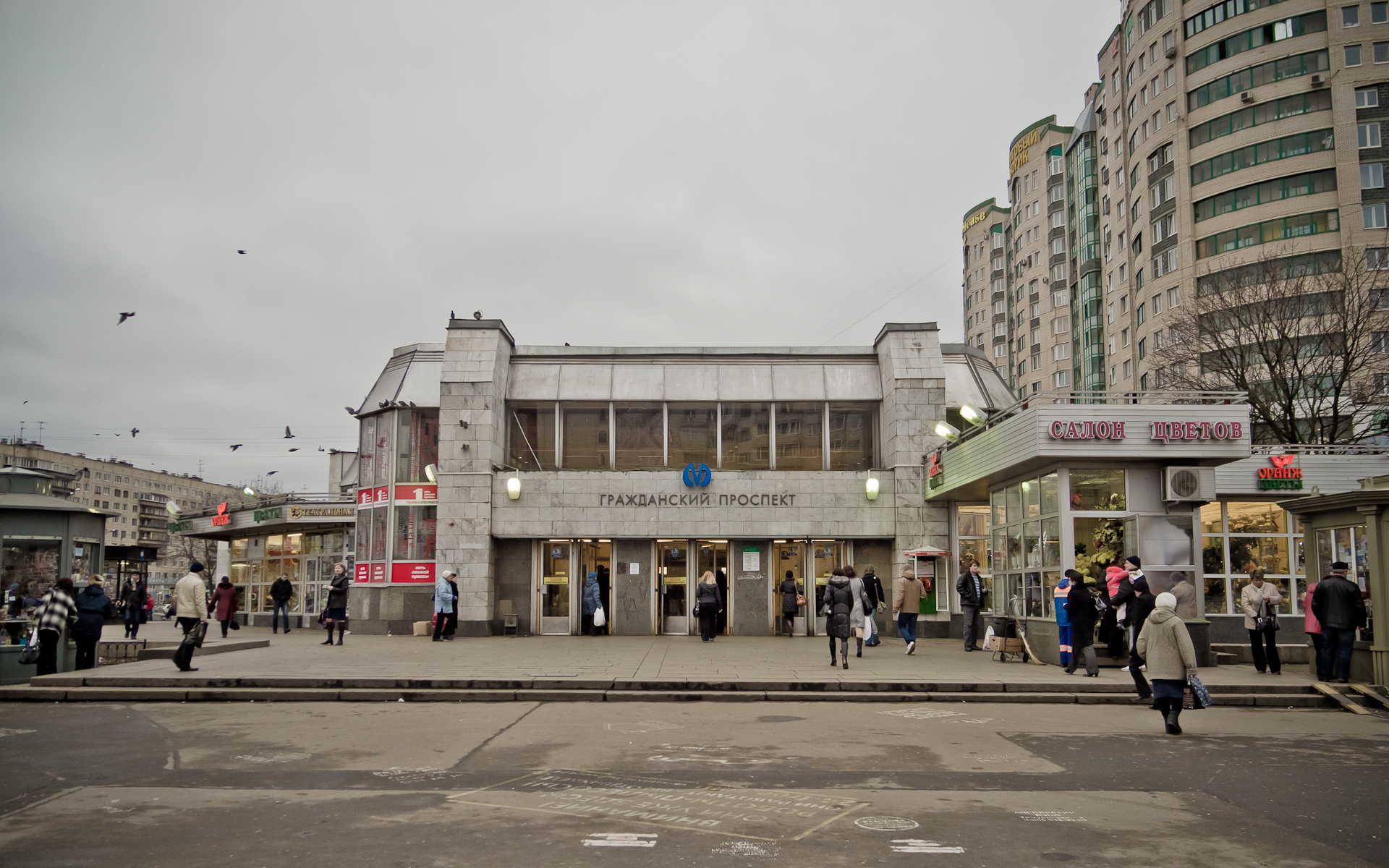
Наземный вестибюль станции метро Гражданский проспект», вид с проспекта Просвещения

На проспекте находятся две станции метро: «Проспект Просвещения» и «Гражданский проспект». По большей части проспекта проходит трамвайная линия (маршруты № 51, 58, 61 и 100) с обособленным полотном (2004[уточнить], реконструировано в 2007 году), на части проспекта также есть линия троллейбусного сообщения (маршрут № 21 и 51). В створе проспекта, вблизи перекрёстка с улицей Руставели располагается железнодорожная станция Новая Охта приозерского направления.

## Торговля и развлечения
На проспекте расположены ТРК «Норд», два гипермаркета «О’Кей», шесть супермаркетов «Перекрёсток», один гипермаркет «Лента» (на перекрёстке с улицей Руставели), универсам «Северный».
Перед кинотеатром «Прометей» (пересечение с улицей Брянцева напротив магазина «Перекрёсток») находилась скульптура, посвящённая этому герою. В 2012 году скульптура была демонтирована, а кинотеатр снесён через год. В ноябре 2014 года скульптура снова появилась на проспекте, но немного в другом месте — в зелёном сквере между улицами Демьяна Бедного и Ольги Форш, получившего в 2019 году имя легендарного греческого героя.

## Здания и сооружения

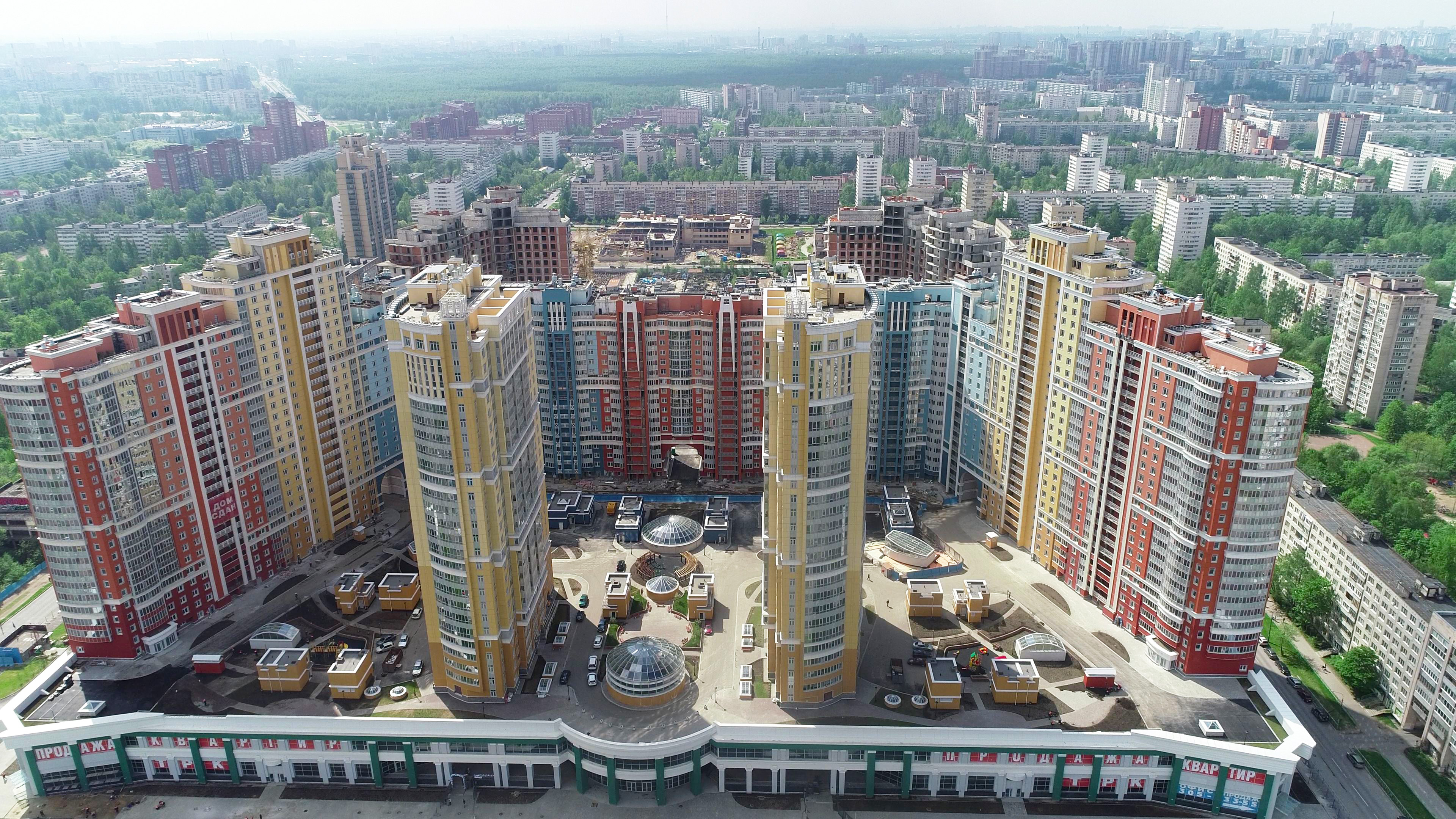
ЖК «Лондон-парк»

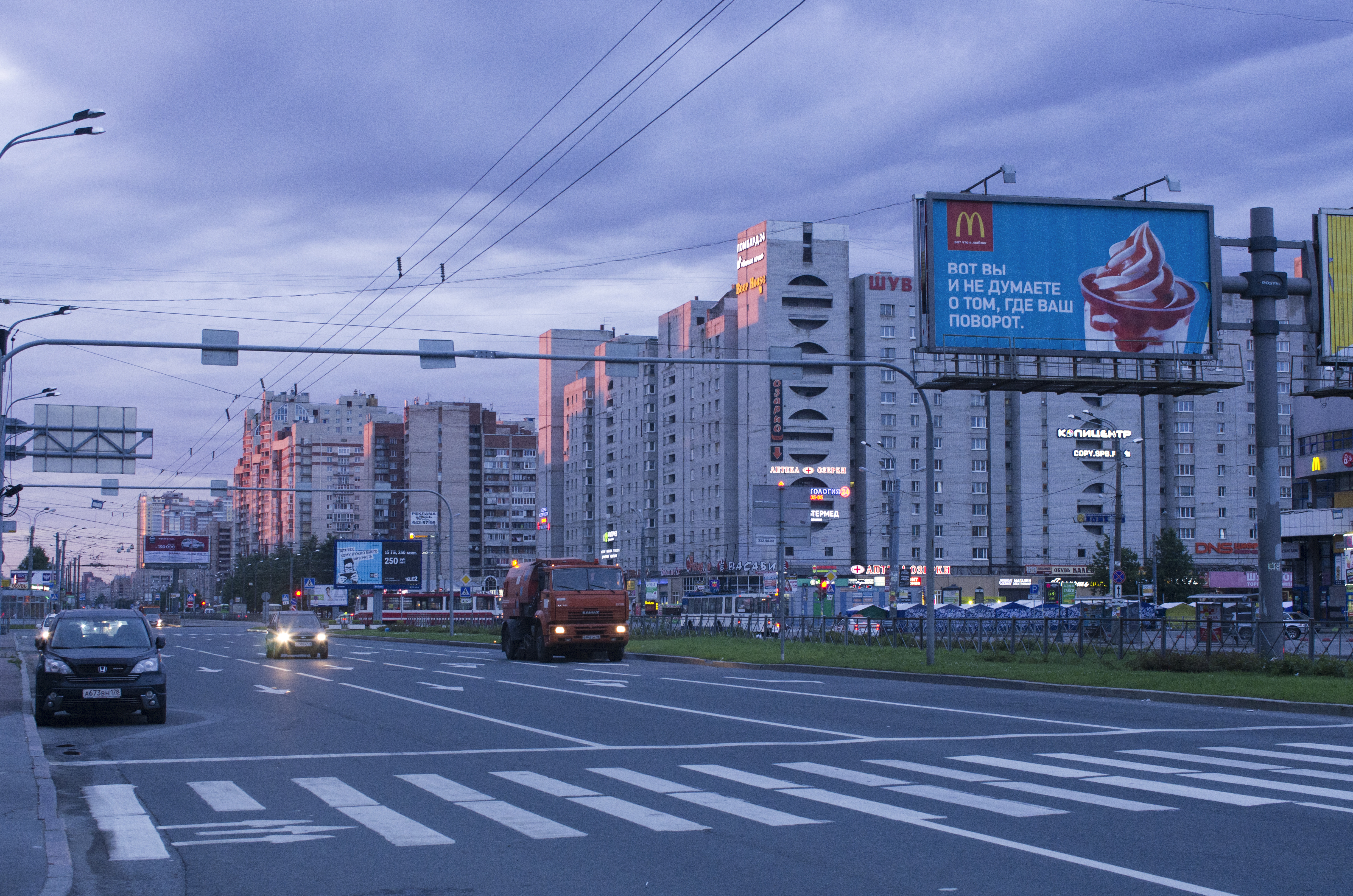
Проспект Просвещения у пересечения с проспектом Энгельса

### Застройка
- дом 15 — бывший Выборгский рынок, ныне жилой комплекс «YES», построенный группой компаний «Пионер»
- дом 19 — ТРК «Норд»
- дом 40 — школа искусств им. Свиридова
- дом 43 — жилой комплекс «Лондон-парк»
- дом 47 — бывший кинотеатр «Фестиваль» (реконструируется под молодёжный центр)
- дом 74, корпус 2 — супермаркет «Перекрёсток»
- дом 80 — кинотеатр «Прометей» (снесён в марте 2013 года)[2] — на его месте построен одноимённый торговый центр
- дом 80, корпус 2 — гипермаркет «О’кей»
- дом 85А — НИИ Электромера
- дом 89 — НПО «Импульс»
- дом 99 — жилой комплекс «Новое созвездие» (построен в 2008 году, застройщик — ЛенспецСМУ)

### Зелёные зоны
- Сад Ивана Фомина (между улицами Есенина и Ивана Фомина)
- сквер Конашевича (между улицами Кустодиева и Руднева)
- Сад «Прометей» с церковью святого Антония Сийского и скульптурой Прометея (между улицами Демьяна Бедного и Ольги Форш)

### Скульптура
- памятник Хо Ши Мину[3] (у примыкания улицы Хошимина)
- скульптура Прометея в саду Прометей
- памятник Шота Руставели[4] (у примыкания к улице Руставели)

## Проспект пересекают
- улица Композиторов
- улица Симонова (начинается)
- улица Хошимина (заканчивается)
- проспект Энгельса
- улица Есенина
- улица Ивана Фомина
- проспект Художников
- улица Кустодиева
- улица Руднева
- проспект Культуры
- улица Демьяна Бедного
- улица Ольги Форш
- Светлановский проспект
- улица Брянцева
- улица Ушинского
- Гражданский проспект